# عملية السهم الأسود
عملية السهم الأسود هي عملية عسكرية إسرائيلية نفذت في غزة (إبان الإدارة المصرية) يوم 28 فبراير 1955. وكان الجيش المصري هو المستهدف في العملية. قتل خلالها 38 جنديًّا مصريًّا وثمانية إسرائيليين.

## خلفية الحدث
أدت الحرب العربية الإسرائيلية عام 1948 إلى اقامة إسرائيل. لكن الدول العربية ظلت متعنتة، وكانت راغبة فقط في توقيع اتفاقيات الهدنة مع إسرائيل. هكذا نشأ وضع ثابت من "لا حرب، لا سلام". علاوة على ذلك، يعيش الآن مئات الآلاف من اللاجئين العرب في مخيمات على طول الحدود الإسرائيلية المسامية. عاش اللاجئون في ظروف بائسة وكانوا تحت الأحكام العرفية.  قد استغلت الحكومات العربية، وخاصة مصر، استياء اللاجئين، واستغلت الفرصة لتجنيد الفلسطينيين الساخطين للقيام بأعمال مسلحة ضد إسرائيل. في البداية، اتخذت عمليات التسلل وانتهاكات الحدود شكل أعمال سطو وسرقة بسيطة. مع ذلك، بحلول عام 1954، كانت المخابرات العسكرية المصرية تلعب دورًا نشطًا في تقديم أشكال مختلفة من الدعم لنشاط الفدائيين الفلسطينيين. بعد هجوم الفدائيين قررت إسرائيل اتخاذ إجراء حاسم ضد مصر لرعايتها للفلسطينيين وبادرت بعملية السهم الأسود.

## سبب العملية
في 25 فبراير 1955، قام متسللون عرب بقتل إسرائيلي في بلدة رحوفوت. قالت القوات الاسرائيلية أن أحد المنفذين الذي طاردته وقتلته كان بحوزته وثائق تربطه بالاستخبارات العسكرية المصرية. طالب وزير الاحتلال ديفيد بن غوريون ورئيس الأركان موشيه ديان برد قاس ضدهم. كان رئيس الوزراء موشيه شاريت أكثر ترددا لكنه رفض.

## الهجوم
في 28 فبراير، حصل أرييل شارون ، قائد لواء المظليين، على الضوء الأخضر لبدء عملية السهم الأسود. في تلك الليلة، هاجمت قوة مكونة من 150 جنديًا مظليًا، بقيادة أهارون دافيدي وداني مات، قاعدة مصرية بالقرب من مدينة غزة. تعرضت قافلة إغاثة عسكرية مصرية لكمين أثناء طريقها. قُتل إما سبعة وثلاثون أو ثمانية وثلاثون جنديًا مصريًا وجُرح عدد أكبر بكثير مقابل مقتل ثمانية إسرائيليين.

## العواقب
لم يتعرض المصريون لضربة كهذه منذ الحرب العربية الإسرائيلية عام 1948. كما أدان مجلس الأمن التابع للأمم المتحدة بالإجماع الهجوم الإسرائيلي. وردًا على ذلك، قرر الرئيس جمال عبد الناصر إغلاق خليج العقبة أمام الملاحة البحرية وحركة المرور الجوية الإسرائيلية. كما زاد من دعمه لغارات الفدائيين الفلسطينيين، الأمر الذي أدى إلى غارات انتقامية إسرائيلية أكثر قسوة مثل عملية الكايام وعملية البركان (81 قتيلاً مصريًا و55 أسيرًا). أدت التوترات بين مصر وإسرائيل في نهاية المطاف إلى مشاركة إسرائيل في غزو شبه جزيرة سيناء وقناة السويس إلى جانب المملكة المتحدة وفرنسا (اللتين كانت لديهما دوافع مختلفة للغزو).